# Cloyes-sur-le-Loir
Cloyes-sur-le-Loir là một xã thuộc tỉnh Eure-et-Loir trong vùng Centre-Val de Loire ở bắc trung bộ nước nước Pháp. Xã này nằm ở khu vực có độ cao trung bình 105 mét trên mực nước biển.